# Lijst van gemeentelijke monumenten in Kekerdom
De plaats Kekerdom, onderdeel van de gemeente Berg en Dal, kent 25 gemeentelijke monumenten:
| Object                                            | Bouwjaar                                                         | Architect                | Locatie                      | Coördinaten                   | Nr.           | Afbeelding                         |
| ------------------------------------------------- | ---------------------------------------------------------------- | ------------------------ | ---------------------------- | ----------------------------- | ------------- | ---------------------------------- |
| Boerderij Grote Both                              | 1913                                                             |                          | Botsestraat 22               | 51° 51' 4" NB, 6° 0' 33" OL   | 0282/wikinr57 | Upload foto                        |
| Boerderij Spaldrop                                | 1894                                                             |                          | Botsestraat 29               | 51° 51' 26" NB, 6° 1' 2" OL   | 0282/wikinr58 | Meer afbeeldingen                  |
| Boerderij                                         | kern ca. 1750                                                    |                          | Botsestraat 31               | 51° 51' 36" NB, 6° 1' 10" OL  | 0282/wikinr59 | Upload foto                        |
| Dubbel woonhuis, voormalige kaasfabriek Onder Ons | 1903                                                             |                          | Botsestraat 33 + 35          | 51° 51' 39" NB, 6° 1' 7" OL   | 0282/wikinr60 | Upload foto                        |
| Woonhuis, voormalige directeurswoning             | 1909                                                             |                          | Botsestraat 37               | 51° 51' 39" NB, 6° 1' 6" OL   | 0282/wikinr61 | Upload foto                        |
| Voormalige dubbel boerenwoonhuis                  | derde kwart 19de eeuw                                            |                          | Botsestraat 44 (voorheen 46) | 51° 51' 40" NB, 6° 1' 9" OL   | 0282/wikinr62 | Upload foto                        |
| Woonhuis, voormalige pastorie                     | 1850, 1897 (aanbouw), ca. 1900 (paardenstal), 1907 (serre)       |                          | Duffeltdijk 9                | 51° 51' 47" NB, 6° 0' 11" OL  | 0282/wikinr63 | Upload foto                        |
| Grafzerk                                          | 1509                                                             |                          | Duffeltdijk bij 11           | 51° 51' 53" NB, 6° 0' 34" OL  | 0282/wikinr64 | Upload foto                        |
| Dubbel woonhuis                                   | kern ca. 1800, huidige vorm uit laatste kwart 19de eeuw          |                          | Duffeltdijk 21-23            | 51° 51' 49" NB, 6° 0' 14" OL  | 0282/wikinr65 | Meer afbeeldingen                  |
| Woonhuis Natura Speculum Creatoris                | tweede kwart 19de eeuw                                           |                          | Duffeltdijk 25               | 51° 51' 50" NB, 6° 0' 15" OL  | 0282/wikinr66 | Woonhuis Natura Speculum Creatoris |
| Dijkhuis Hora Datur Quieti                        | ca. 1850, ca. 1900 (bedrijfsgedeelte)                            |                          | Duffeltdijk 28               | 51° 51' 37" NB, 5° 59' 58" OL | 0282/wikinr67 | Meer afbeeldingen                  |
| Boerderij Hazelaarshof                            | 1894                                                             |                          | Duffeltdijk 34               | 51° 51' 46" NB, 6° 0' 16" OL  | 0282/wikinr68 | Meer afbeeldingen                  |
| Boerderij Kapittelshof                            | 1953                                                             |                          | Eversberg 1                  | 51° 51' 34" NB, 6° 1' 15" OL  | 0282/wikinr69 | Upload foto                        |
| Boerderij Scholtenhof                             | 1927, vroege 19de eeuw (veeschuur), late 19de eeuw (graanschuur) |                          | Weverstraat 1                | 51° 51' 45" NB, 6° 0' 60" OL  | 0282/wikinr70 | Upload foto                        |
| Boerderij Haarenshof                              | ca. 1810, verbouwd 1873, 1938 (erker)                            |                          | Weverstraat 2                | 51° 51' 48" NB, 6° 1' 0" OL   | 0282/wikinr71 | Upload foto                        |
| Boerderij Schouwenburg                            | 1894                                                             |                          | Weverstraat 5-7              | 51° 51' 47" NB, 6° 0' 55" OL  | 0282/wikinr72 | Boerderij Schouwenburg             |
| Woonhuis                                          | 1936                                                             | H. Janssen (bouwkundige) | Weverstraat 15               | 51° 51' 53" NB, 6° 0' 44" OL  | 0282/wikinr73 | Upload foto                        |
| Woonhuis                                          | 1938 (huis) en 1930 (schuur)                                     | A. van den Boogaard      | Weverstraat 51               | 51° 51' 51" NB, 6° 0' 32" OL  | 0282/wikinr74 | Upload foto                        |
| Woonhuis                                          | 1914                                                             |                          | Weverstraat 60               | 51° 51' 53" NB, 6° 0' 31" OL  | 0282/wikinr75 | Upload foto                        |
| Woonhuis, dubbel met 64                           | 1914                                                             |                          | Weverstraat 62               | 51° 51' 52" NB, 6° 0' 30" OL  | 0282/wikinr76 | Upload foto                        |
| Woonhuis, dubbel met 62                           | 1914                                                             |                          | Weverstraat 64               | 51° 51' 52" NB, 6° 0' 30" OL  | 0282/wikinr77 | Upload foto                        |
| Voormalig café/woonhuis                           | ca. 1900, 1914 (serre)                                           |                          | Weverstraat 78               | 51° 51' 51" NB, 6° 0' 26" OL  | 0282/wikinr78 | Voormalig café/woonhuis            |
| Boerderij De Roeijen                              | 1951                                                             | T.N. Dinnissen           | Weverstraat 79               | 51° 51' 49" NB, 6° 0' 21" OL  | 0282/wikinr79 | Upload foto                        |
| Voormalige dubbele boerderij                      | 1903                                                             | Willem Thunnissen        | Weverstraat 84               | 51° 51' 50" NB, 6° 0' 24" OL  | 0282/wikinr80 | Upload foto                        |
| Voormalige dubbele boerderij                      | 1903                                                             | Willem Thunnissen        | Weverstraat 84a              | 51° 51' 50" NB, 6° 0' 24" OL  | 0282/wikinr81 | Upload foto                        |